# Georges-Barthélemi Faribault
Pour les articles homonymes, voir Faribault.
Georges-Barthélemi Faribault, né à Québec le 3 décembre 1789 et décédé à Québec le 21 décembre 1866, est un avocat, un bibliographe et un fonctionnaire du Bas-Canada. 

## Éléments biographiques

### Avocat et milicien
Georges-Barthélemi Faribault est le fils de Marie-Reine Anderson, fille d'un officier britannique du régiment 78e Frasers Highlanders ayant choisi de s'installer à Québec après la capitulation de 1759, et de Barthélemi Faribault, notaire et marchand,.
Il fait un stage de clerc à l'étude de Jean-Antoine Panet et obtient une commission d'avocat le 15 décembre 1810. En 1812, il décroche un premier emploi à la Chambre d'Assemblée du Bas-Canada, mais la guerre éclate entre les États-Unis et la Grande-Bretagne et le jeune avocat devient lieutenant du 6e bataillon d'infanterie légère en 1813. En 1815, la paix est signée et Faribault reprend sa carrière de fonctionnaire parlementaire qui durera 40 ans.

### Greffier ajoint et archiviste de la Chambre
Il est nommé greffier des comités et des archives parlementaires en 1815. « Déjà troisième plus ancien « officier » de la Chambre d'assemblée, Faribault est nommé traducteur français le 3 décembre 1828, puis greffier adjoint et archiviste de la Chambre le 16 novembre 1835, poste qu’il occupera jusqu’à sa démission le 9 mai 1855 ».

### Mémorial à Jacques-Cartier
Le 14 septembre 1835, avec la collaboration de la Société littéraire et historique de Québec,, il commémore le tricentenaine du deuxième voyage au Canada du navigateur et explorateur malouin Jacques Cartier en 1535, en dévoilant un monument. Cette initiative, avec l'achat de livres canadiens à Londres et à Paris, met Faribault en contact avec l'Europe.

### Première bibliographie canadienne
En 1830, Faribault entreprend de réaliser une collection et un catalogue d’ouvrages sur l’Amérique et le Canada. Ainsi, il publie, en 1837, la première bibliographie canadienne « pour servir utilement à ceux qui se sentiraient disposés à écrire une histoire du Canada plus complète qu’aucune de celles qui existent maintenant ».

« (…) Georges-Barthélemi Faribault travaille à la compilation d’ouvrages, de biographies, de dictionnaires historiques pour la publication de son Catalogue d’ouvrages sur l’histoire de l’Amérique, et en particulier sur celle du Canada, de la Louisiane, de l’Acadie, et autres lieux; avec des notes bibliographiques, critiques et littéraires (publié en 1837). Jacques Viger collabore à cet ouvrage en annotant et complétant ce manuscrit qui s’avère la première bibliographie canadienne. Grâce aux initiatives de Faribault, la Société littéraire et historique de Québec, dont il est président en 1844 et de 1849 à 1859, entreprend la transcription de documents relatifs à la colonie française et la publication de manuscrits. »

Le Catalogue est imprimé chez William Cowan, rue de la Fabrique à Québec et enregistré au bureau des protonotaires Edward Burroughs et Jean-François Perrault, aux fins de protéger les droits d’auteur de Faribault, conformément à la loi sur la propriété intellectuelle du Bas-Canada (2 Guillaume IV, chap 53). L’ouvrage de 215 pages se présente en format in-8 de 20 centimètres. Les journaux d’alors notent la qualité du papier et de la typographie, « un des beaux livres québécois imprimés à l’époque ». Faribault y recense 969 titres d’ouvrages et 183 cartes, plans, estampes et gravures,.
Faribault veut donner à son bibliographie une envergure « américaine ». Il puise ainsi à toutes les sources d’histoire de la Nouvelle-France et de la colonisation européenne en Amérique, ce qui lui a permis de développer un important réseau de correspondants en Europe, au Canada et aux États-Unis.
Cette première bibliographie historique est le « prélude » aux travaux de l’historien, poète et mémorialiste François-Xavier Garneau, qui publie en 1845 le premier volume de son Histoire du Canada. Nommé traducteur français à l’Assemblée législative en 1842, Garneau a facilement accès à « la précieuse bibliothèque réunie par Georges-Barthélemi Faribault ». Membre de la Société littéraire et historique de Québec, Garneau peut dès lors puiser dans la riche collection qui s’y trouve.
D’autres historiens du XIXe siècle s’inspirent des ressources du Catalogue de Faribault ; ainsi en est-il de Jean-Baptiste-Antoine Ferland pour son Cours d’histoire du Canada ; quant à Henri-Raymond Casgrain, il estime que Faribault est un pionnier de l’histoire canadienne et de la patrie intellectuelle.

### Conseiller auprès des élites
Chercheur infatigable, Faribault est très consulté par les élites de l’époque : Jacques Viger lui propose des recherches, l’historien américain George Bancroft lui rend visite en 1837 sur la recommandation de Louis-Joseph Papineau, il documente Louis-Hippolyte La Fontaine. Il correspond avec le maire de Saint-Malo et avec le philanthrope Nicolas Marie Alexandre Vattemare. Il s’occupe de l’échange de documents législatifs entre la France, les États-Unis et le Canada. Il correspond avec Adolphe de Puibusque, critique littéraire français.

### Mission européenne
Après l’incendie du 25 avril 1849, qui détruit le parlement à Montréal, les bibliothèques et les archives des deux chambres législatives, le gouvernement délègue Faribault en mission européenne aux fins de reconstituer une nouvelle bibliothèque parlementaire et nationale. En 1851-1852, il acquiert des livres à Londres et à Paris et il collabore à la transcription de documents relatifs à la Nouvelle-France avec l’archiviste français Pierre Margry,.

### Monument à Montcalm
En 1859, 100 ans après la défaite de la bataille des plaines d'Abraham, il réalise un projet qui lui tenait à cœur depuis longtemps, soit l'inauguration d'un monument commémoratif au général Montcalm : « Un marbre tumulaire est préparé dans un atelier de Québec. Sur un fond de marbre noir de deux mètres de haut, se détache la partie centrale en marbre blanc et de forme tumulaire. Elle porte la belle inscription de l'Académie. La croix, douce espérance du chrétien jusque dans le tombeau, domine tous ces éloges, et semble inviter à des gloires plus durables. Les armoiries de de Montcalm, sculptées avec goût au-dessous de l'inscription, complètent la décoration. ».

### La voie du libre-échange culturel
« Le patient labeur de cet « archéologue », fonctionnaire plein d’urbanité aristocratique, qui parle en 1835 du « règne de l’ordre et des lois » et en 1848 de « l’Europe toute en feu », invite à accorder une attention, négligée jusqu’à maintenant, à ces initiatives de cueillette documentaire préalables aux débuts de l’historiographie québécoise et à évaluer les implications idéologiques découlant du fait qu’une génération de polygraphes et d’historiens soit socialement liée aux pouvoirs politique et religieux. Bibliographe « à qui la science historique est redevable de si éminents services », Faribault avait aussi, de livres en livres, de libraires en archivistes, trouvé la voie du libre-échange culturel », écrit l’historien et biographe Yvan Lamonde.
Georges-Barthélemi Faribault fait don de ses collections personnelles au Séminaire de Québec et à l’Université Laval. C'est l'historien, professeur et prêtre catholique Charles-Honoré Laverdière qui fut son exécuteur testamentaire.
La biographie de Faribault a été écrite par l'historien Henri-Raymond Casgrain.

## Hommages
La rue Faribault a été nommée en son honneur, en 1972, dans la ville de Québec .